# Elf Provinciën
Elf Provinciën, of 11 Provinciën, was een platenlabel van platenmaatschappij Dureco.  Het label bracht vinyl singles en lp’s uit met louter Nederlandstalige en instrumentale (veelal accordeon) muziek. Het label was in de jaren '70 behoorlijk succesvol.
Het ontstaan van het label is in feite te danken aan Johnny Hoes. Hoes was werkzaam bij platenmaatschappij Phonogram Records, maar kreeg onenigheid over royalty's en besloot in 1963 voor zichzelf te gaan beginnen met zijn pas opgerichte platenmaatschappij Telstar. De verkoop en distributie van de in hoog tempo uitgebrachte Telstar-platen besteedde hij uit aan Dureco, wat de maatschappij geen windeieren legde.
In 1968 begon Johnny Hoes met zijn eigen verkoop- en distributiemaatschappij: Telgram. Daardoor verloor Dureco een enorm marktaandeel in de, op dat moment zo succesvolle Nederlandstalige muziek van meezingers, smartlappen, levensliedjes en accordeonmuziek. Snel werd samenwerking met Gert Timmerman en zijn Carpenter-label gevonden, maar dat mislukte. In allerijl werd besloten tot het oprichten van een nieuw label: Elf Provinciën, dat het gat op moest vullen van de vertrokken Hoes en zijn artiesten. Zangeres, platenproducer en talentscout Annie de Reuver, die in 1967 voor Dureco was komen werken werd samen met Pierre Kartner op het label gezet. De Reuver had inmiddels al wat nieuw talent ontdekt, zoals Ben Cramer en had op het Omega-label - ook van Dureco - al enkele successen geboekt.
Het logo van Elf Provinciën-platen en -hoezen was in de vorm van een postzegel met daarop de afbeelding van Nederland, gemarkeerd met een rode bovenkant en een blauwe onderkant. Dit stelde dan de Nederlandse vlag voor en gaf aan dat de releases louter van Nederlandse bodem kwam. Later bracht men ook Belgisch Vlaamse producties op het label uit.
De eerste single die uitkwam op het Elf Provinciën-label in 1969 was: Je kunt niet alle meisjes kussen/99½% van het duo Dick en Bob en kreeg als labelnummer 6501 mee. De vierde single op het label was van zangeres Anja van Avoort met het nummer: Speel niet met mij. Van Avoort had eerder al een grote hit op het Omega-label: De laatste dans. De platenproductie ging in hoog tempo door. Veel successen werden er behaald met De Kermisklanten, Ben Cramer, Wilma, Johnny Blenco, Anja, Jacques Herb, Duo X (Pierre Kartner en Annie de Reuver) en Corry en de Rekels. De succesvolle creatie Vader Abraham en zijn zeven zonen is bedacht door Annie de Reuver.
Hoe succesvol het Elf Provinciën-label was, blijkt wel uit het Top 40-jaaroverzicht van de best verkochte singles uit de jaren 70: in 1970 is de best verkochte single Huilen is voor jou te laat van Corry en de Rekels, in 1971 is dat Jacques Herb met Manuela, en in 1977 is het Vader Abraham met Het Smurfenlied dat de tweede plek inneemt als beste verkochte single van dat jaar.
Vanaf 1973 komen er naast de carnavals-, smartlappen en feestnummers ook serieuze luisterliedjes uit op het label: onder de noemer Elf Provinciën Luisterliedjes verschijnen er talloze albums in stemmige zwart-witfotohoezen van onder meer Benny Neyman, Tineke Schouten, Het Slimme Gras, Ger Belmer, Frits Lambrechts, Lubbert Poons, Jaap Goedel en Johnny Blenco.
In 1978 komt de klad in het label - Annie de Reuver is dan al lang weg bij Dureco en Pierre Kartner reist de hele wereld over om zijn Smurfenlied te zingen en promoten, en er komen nauwelijks nog succesvolle singles of albums uit. Er wordt samenwerking gezocht met platenmaatschappij Ivory Tower uit Bornerbroek, die veel regionale artiesten onder haar hoede heeft en daar redelijk succesvol mee is.
Een van de bekendste en succesvolste nummers is van het Börker Trio met De Pieteroliekar uit 1979.
Vanaf 1979 komen er geen platen meer uit op Elf Provinciën. Dureco heeft ook haar andere labels, zoals Pink Elephant, Blue Elephant, Mata Hari, Capri, Te Deum en Omega in de ijskast gezet en brengt alle releases van de maatschappij uit onder het GIP-label en weer later als Dureco Benelux ("The sound of the tulip").
Vanaf begin jaren ’90 van de twintigste eeuw wordt veel van het oude Elf Provinciën-materiaal op cd heruitgebracht, zo telt de cd-reeks Wolkenserie 230 delen.
In totaal worden er op het Elf Provinciën-label ruim 650 vinylsingles uitgebracht en ruim 700 lp’s. Numeriek gezien begon men met nummer ELF 6501 voor de eerste single en ging zo door tot en met nummer ELF 6999. Daarna ging men niet verder met 7000, maar men vervolgde de reeks met de nummering ELF 65.001 t/m ELF 65.155. Daarna nam Ivory Tower de nummering over maar gebruikte nog wel de prefix ELF voor de nummering. Dat liep tot 65.268 en stopte daarmee in 1981.